# ТЕС Камасарі (Petrobras)
12°40′1″ пд. ш. 38°19′15″ зх. д. / 12.66694° пд. ш. 38.32083° зх. д.
ТЕС Камасарі (Petrobras) — теплова електростанція на сході Бразилії у штаті Баїя, яка належить нафтогазовому гіганту Petrobras (варто відзначити, що існує ще одна ТЕС Камасарі, власником якої є компанія CHESF). Певний час носила назву ТЕС Rômulo Almeida.
У 2001 році на майданчику станції ввели в експлуатацію один енергоблок потужністю 134 МВт. Він створений за технологією комбінованого парогазового циклу та має три газові турбіни Rolls-Royce RB211-G62DF (дві з показниками по 26,7 МВт та одна потужністю 28,6 МВт), які через котли-утилізатори живлять одну парову турбіну потужністю 56 МВт.
Окрім виробництва електроенергії станція постачає 42 тони пару на годину для розташованого у Камасарі заводу азотних добрив FAFEN.
Як паливо ТЕС використовує природний газ, який надходить по трубопровідній системі штату Баїя.
Видача продукції відбувається по ЛЕП, розрахованій на роботу під напругою 69 кВ.
Проект спільно реалізували Petrobras та Electricidade de Portugal, втім, вже за три роки  Petrobras викупив частку іноземного партнера.